# Machine Head (албум)
Вижте пояснителната страница за други значения на Machine Head.
Machine Head е шестият студиен албум на британската хардрок група Deep Purple, издаден през март 1972. Албумът е записан през декември 1971 г. в Grand Hotel Монтрьо, Швейцария от Rolling Stones Mobile Studio, като достига в музикалните класации на Англия до първо място, а в САЩ – седмо и е обявен три пъти за Платинен. Може да се каже че Machine Head е най-добрият студиен албум от периода на втория състав на Deep Purple. Highway Star, Lazy, Space Truckin и Smoke on the Water са включени в записите на концертите в Япония на Made in Japan, като Smoke on the Water остава ненадминат шедьовър и учебник за всички рок китаристи до наши дни.

## Песни
1. Highway Star – 6:05
2. Maybe I'm a Leo – 4:51
3. Pictures of Home – 5:03
4. Never Before – 3:56
5. Smoke on the Water – 5:40
6. Lazy – 7:19
7. Space Truckin – 4:31

## Музиканти
- Ричи Блекмор – соло китара
- Джон Лорд – клавирни
- Роджър Глоувър – бас китара
- Иън Пейс – ударни
- Иън Гилан – вокал

## Екип
- Продуциран от Deep Purple
- Тонрежисьор – Мартин Бирч
- Асистент – Джерами Гий
- Миксинг – Мартин Бирч и Дийп Пърпъл
- Фотограф – Шифард Шербъл
- Обложка – Роджър Глоувър и Джон Колета
- Ремиксинг – Пийтър Дененберг и Роджър Глоувър
- Ремастеринг – Пийтър Мю